# Eurytomocharis glyceriae
Eurytomocharis glyceriae är en stekelart som beskrevs av Bugbee 1966. Eurytomocharis glyceriae ingår i släktet Eurytomocharis och familjen kragglanssteklar. Inga underarter finns listade i Catalogue of Life.